# Miss Universo 1958
Miss Universo 1958, ottava edizione di Miss Universo, si è tenuta a Long Beach, negli Stati Uniti d'America il 26 luglio 1958. Luz Marina Zuluaga, Miss Colombia, è stata incoronata Miss Universo 1958.

## Risultati

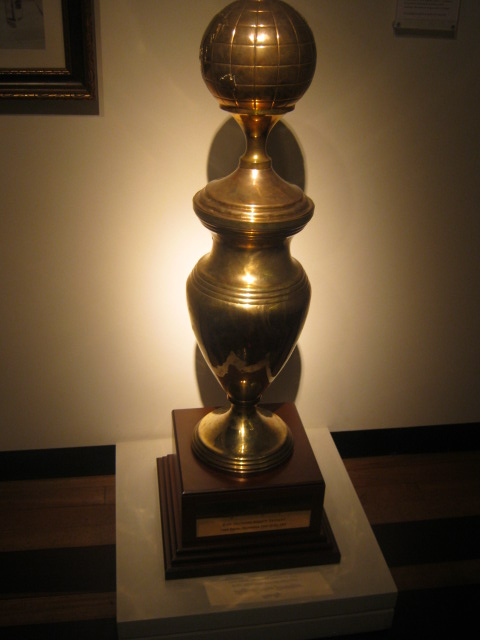
Il trofeo in palio quell'anno.

### Piazzamenti
| Risultato finale   | Concorrente |
| ------------------ | --- |
| Miss Universo 1958 | - Colombia - Luz Marina Zuluaga |
| 2ª classificata    | - Brasile - Adalgisa Colombo |
| 3ª classificata    | - Hawaii - Geri Hoo |
| 4ª classificata    | - Stati Uniti - Arlene Howell |
| 5ª classificata    | - Polonia - Alicja Bobrowska |
| Top 15             | - Cile - Raquel Molina Urrutia - Danimarca - Evy Norlund - Germania - Marlies Jung Behrens - Giappone - Tomoko Moritake - Grecia - Marily Kalimopoulou - Israele - Miriam Hadar - Paesi Bassi - Corine Rottschäfer - Perù - Beatriz Bolvart - Suriname - Gertrud Gummels - Svezia - Birgitta Elisabeth Gårdman |

### Riconoscimenti speciali
| Riconoscimento              | Concorrente                         |
| --------------------------- | ----------------------------------- |
| Miss Congeniality           | - Giappone - Tomoko Moritake        |
| Miss Photogenic             | - Paesi Bassi - Corine Rottschäfer  |
| Most Popular Girl in Parade | - Australia - Astrid Tanda Lindholm |

## Concorrenti
- Alaska – Eleanor Moses
- Argentina – Celina Mercedes Ayala
- Australia – Astrid Tanda Lindholm
- Belgio – Liliane Taelemans
- Brasile – Adalgisa Colombo
- Canada - Eileen Cindy Conroy
- Cile – Raquel Molina Urrutia
- Colombia – Luz Marina Zuluaga Zuluaga
- Corea del Sud – Oh Geum-soon
- Costa Rica – Eugenia María Valverde Guardia
- Cuba – Arminia Pérez y González
- Danimarca – Evy Norlund
- Ecuador – Alicia Vallejo Eljuri
- Francia – Monique Boulinguez
- Germania – Marlies Jung Behrens
- Giappone - Tomoko Moritake
- Grecia – Marily Kalimopoulou
- Guatemala – Rogelia Cruz Martínez
- Guyana britannica – Clyo Fernandes
- Hawaii – Geri Hoo
- Indie Occidentali – Angela Tong
- Israele – Miriam Hadar
- Italia – Clara Copella
- Messico – Elvira Leticia Risser Corredor
- Norvegia – Greta Andersen
- Paesi Bassi – Corine Rottschäfer
- Paraguay – Graciela Scorza Leguizamón
- Perù – Beatriz Bolvarte
- Polonia – Alicja Bobrzowska
- Singapore – Marion Willis
- Stati Uniti – Arlene Howell
- Suriname – Gertrud Gummels
- Svezia – Birgitta Elisabeth Gårdman
- Uruguay – Irene Augustyniak
- Venezuela – Ida Margarita Pieri

### Ritiri
- Austria - Hanni Ehrenstrasser
- Filippine - Carmen Remedios Tuazon